# Indigofera tetrasperma
Indigofera tetrasperma är en ärtväxtart som beskrevs av Christiaan Hendrik Persoon. Indigofera tetrasperma ingår i släktet indigosläktet, och familjen ärtväxter. Inga underarter finns listade i Catalogue of Life.